# Susan Blommaert
Susan J. Blommaert (Chicago, 13 de octubre de 1947) es una actriz de cine y televisión estadounidense.
Comenzó a actuar en la escena teatral de su ciudad natal cuando cumplió la mayoría de edad.

## Filmografía
| Año  | Título                             | Rol                   | Referencia |
| ---- | ---------------------------------- | --------------------- | ---------- |
| 1987 | Forever, Lulu                      | Jackie Coles          |            |
| 1988 | Crossing Delancey                  | Leslie                |            |
| 1989 | Pet Sematary                       | Missy Dandridge       |            |
| 1990 | Love or Money                      | Midge Reed            |            |
| 1990 | The Ambulance                      | Hospital Receptionist |            |
| 1990 | Edward Scissorhands                | Tinka                 | [ 1 ]      |
| 1992 | Stay Tuned                         |                       |            |
| 1993 | For Love or Money                  | Charlotte             |            |
| 1994 | Guarding Tess                      | Kimberly Cannon       |            |
| 1995 | The Jerky Boys                     | Hna. Mary             |            |
| 1997 | MouseHunt                          | Ms. Park Avenue       |            |
| 1999 | Henry Hill                         | Gertrude Cox Hill     |            |
| 2000 | Down to You                        | Psicóloga             |            |
| 2000 | Clowns                             | Frances               |            |
| 2002 | Personal Velocity: Three Portraits | Mrs. Toron            |            |
| 2002 | The Empath                         |                       |            |
| 2004 | King of the Corner                 | Gloria                |            |
| 2004 | Kinsey                             | Secretaría            |            |
| 2006 | United 93                          | Jane Folger           |            |
| 2006 | Love Comes to the Executioner      | Nancy Novacelik       |            |
| 2008 | The Loss of a Teardrop Diamond     | Enfermera             |            |
| 2008 | Doubt                              | Mrs. Carson           |            |
| 2009 | Confessions of a Shopaholic        | Charity Store Orla    |            |
| 2009 | Happy Tears                        | Mallory               |            |
| 2009 | The Good Heart                     | Enfermera Nora        |            |
| 2010 | It's Kind of a Funny Story         | Profesora             |            |
| 2013 | Inside Llewyn Davis                | Enfermera             |            |
| 2013 | The Double                         | Liz                   |            |
| 2014 | A Good Marriage                    | Waitress              |            |
| 2015 | Fan Girl                           | Mrs. Smith            |            |
| 2019 | John Wick: Chapter 3 – Parabellum  | Bibliotecaria         |            |
| 2019 | The Kitchen                        | Mrs. Sullivan         |            |